# Przodownica (zwyczaj)

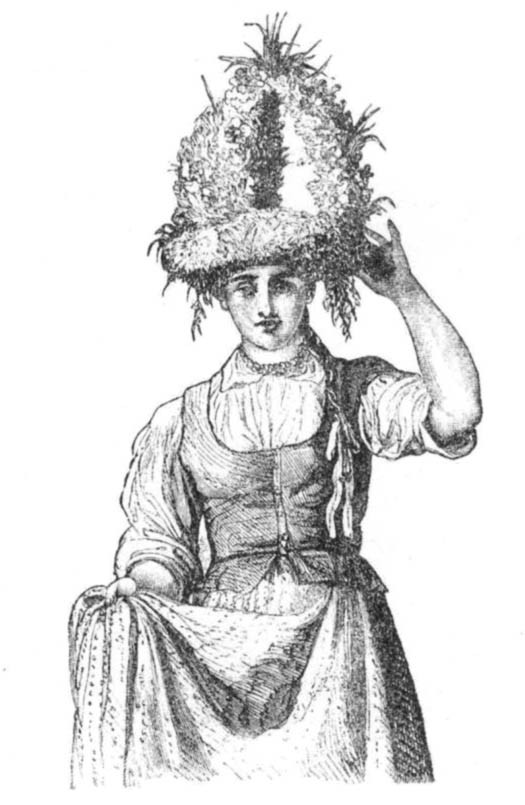
„Okrężne. Mogilany pod Krakowem”, Kłosy 1871, Archiwum PME

Przodownica – określenie dla najszybszej żniwiarki podczas okresu żniw. W niektórych wsiach przodownicą zostawała również panna, która w najbliższym okresie miała wyjść za mąż.

## Przodownica w kontekście żniw
Żniwa były wydarzeniem, podczas którego zamykał się cykl zabiegów agrarno-obrzędowych. Żniwa można było podzielić na trzy momenty: uroczyste rozpoczęcie (zażyn), pracę oraz zakończenie. W niektórych wsiach to właśnie przodownica odgrywała główną rolę podczas zażynu. Jako pierwsza rozpoczynała żęcie, a jej zręczność oraz tempo miało wróżyć o przebiegu oraz pomyślności zbiorów. Gdy następował kolejny etap żniw w pracę na polu zaangażowane były wszystkie osoby, które zdolne były do ciężkiej pracy fizycznej. Tempo pracy ustanawiała przodownica (lub przodownik). Żniwa trwały około dwóch tygodni, dlatego niezmiernie ważne było, aby odpowiednio dobrać tempo żęcia. Jeśli przodująca żniwiarka narzucała nadmierną prędkość, mogły zacząć padać pod jej adresem nieprzychylne uwagi, niekiedy o charakterze magicznym: „Święty Wydrze, kto zaczął wprzódy, niech mu ślepia wydrze”. Co więcej, zbyt szybkie tempo przodownicy mogło stać się tematem jednej z pieśni śpiewanych podczas żęcia.
Przykładową pieśnią jest „Ej, do staja ozimieńku”:
„A ja młoda, młodziusieńka ustała ustała.

Plon, kosim plon.

Mój kośnicek jak harcicek, wołuje wołuje.

A mnie młodą, młodziusieńką morduje morduje.

Plon, kosim plon.

Oj zafolguj kośniceńku, zafolguj zafolguj.

A mnie młodej, młodziusieńkiej nie morduj, nie morduj”.

## Przodownica w kontekście dożynek

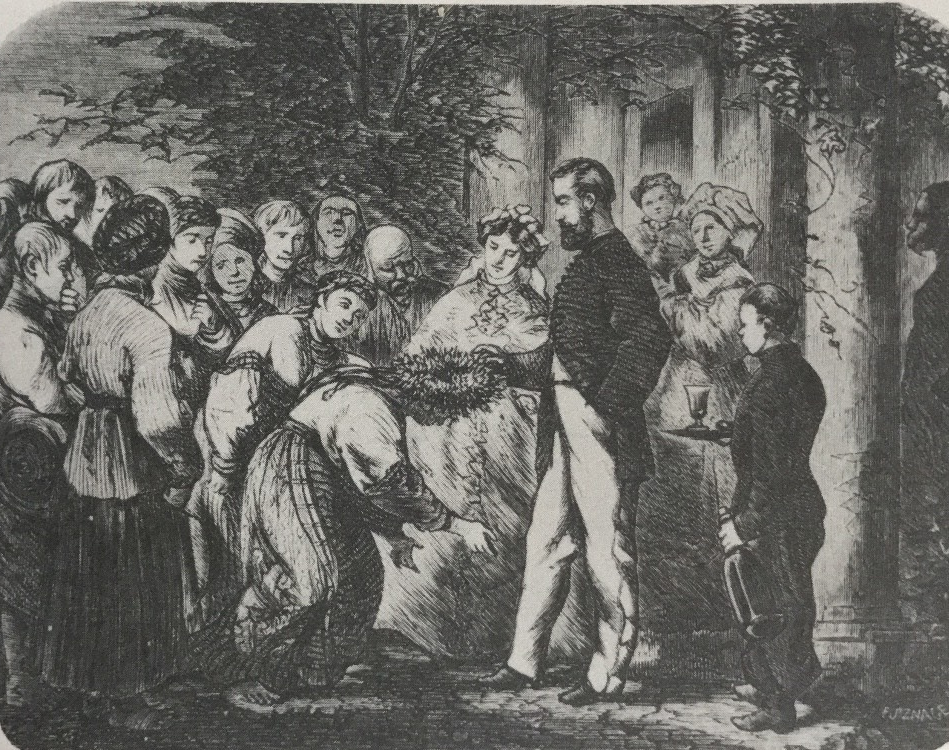
„Dożynki”, rycina z Archiwum PME

Dożynki stanowiły etap końcowy żniw, który rozpoczynał okres hucznych zabaw. Kluczową rolę odgrywał tutaj wieniec wity przez przodownice z ostatnich zżętych kłosów. Przedmiot ten mógł przybierać różne kształty, jednak najpospolitszym była korona spleciona z czterech pałąków skierowanych ku górze. Wieniec ozdabiano różnorako, ale przede wszystkim wybierano kwiaty, owoce leśne, orzechy, jajka oraz jabłka. Kluczowy był również żywy ptak (kogut, kaczka lub kurczę), którego gospodarz mocował na samym szczycie wieńca. Momentem rozpoczynającym dożynki był uroczysty przemarsz do domu gospodarza, na którego czele maszerowała najzręczniejsza przodownica z wieńcem żniwnym na głowie (w niektórych wsiach przygotowywano sześć wersji wieńców, które następnie zanoszono na głowach sześciu przodownic). Doszedłszy do domu gospodarza, przodownica wręczała mu do rąk wieniec lub nakłada go gospodyni na głowę. W niektórych wsiach Pan oblewał przodownicę wodą na znak symbolicznego zapłodnienia, które miało mieć swoje odzwierciedlenie w kolejnym okresie żniw. Następnie gospodarz zanosił wieniec do stołu i wznosił toast z wódki w stronę przodownicy. Wszyscy zebrani mieszkańcy otrzymywali zaproszenie do wspólnego posiłku, po którym następował moment śpiewów i tańców. Pierwszy taniec należał do gospodarza i przodownicy, oraz gospodyni i przodownika.